# أليف
 أليف (بالتركية: Elif)‏ مسلسل درامي تلفزيوني تركي تم بثه على كانال 7 منذ 15 يوليو 2014.

## روابط خارجية
- أليف على موقع IMDb (الإنجليزية)